# Kokospelargon
Kokospelargon är en pelargon-art. Den härstammar från södra Afrika, och har introducerats till delar av Kalifornien och delar av Indien. Den odlas ibland i trädgårdar. De gröna till röda bladen är några centimeter långa och något flikiga med tandade kanter. Blomställningen är ett knippe på 3 till 50 blommor i olika nyanser av ljusrosa till mörkt rödlila. Det finns fem smala kronblad som är högst 6 millimeter långa.